# Anthony Nicholson
Anthony Nicholson est un musicien et compositeur américain de deep house.

## Biographie
Né à Chicago, il commence sa carrière en 1992 et se fait connaître du grand public à partir de 1996 avec ses collaborations avec Ron Trent sous les noms d'USG (Urban Sound Gallery), African Blues, Ancestry, Epic Desire, Konfusion Kidzz, Lost Tymezz, New African Orchestra et Warp Dub Sound System. Ses premières compositions sortent sur le label Prescription. 
La dernière collaboration avec Ron Trent date de 1998 sur le label Clairaudience, chantée par Latecia Favors. Après une querelle rendue publique, Ron Trent et lui se séparent et Anthony Nicholson poursuit sa carrière solo en s'appuyant sur le label Clairaudience dont il détient les droits. Se succèdent les morceaux Brazil Minus 6, Taurus ou Ebony Angels. La collaboration entre Anthony Nicholson et Trey Caruthers devient plus rare à compter de 2000 et c'est à un nouveau style, moins atmosphérique, que se prête l'artiste. Ce style le rapproche désormais des scènes nu jazz européennes dont le groupe Jazzanova ou le label Compost sont les principales figures.
Il est le fondateurs de deux labels basés à Chicago, Circular Motion et Infinite Audio. En 2024, il sort sont single You.

## Discographie partielle
- 1998 : Afro Nova EP (12", EP, Prescription)
- 1998 : Dance Anthology Volume 1 (2x12", Peacefrog Records)
- 1999 : Dance Anthology Volume 2 (2x12", Peacefrog Records)
- 1999 : Dance Anthology Volume 1+2 (CD, Peacefrog Records)
- 2001 : Revolution (12", Nite Grooves)
- 2001 : Sunshine (12", Nite Grooves)
- 2005 : Necessary Phazes (album)
- 2024 : You (single)

### Avec Ron Trent
- 1997 : Ncameu (2x12", Clairaudience) (sous Urban Sound Gallery)
- 1998 : Coconut Jam (12", Distance) (sous Urban Sound Gallery)
- 1998 : Life 4 Living (12", Prescription) (sous Urban Sound Gallery)
- 1998 : Word Sound Power (12", Clairaudience) (sous African Blues)
- 1999 : Afrodrama Therapy (12", Distance) (sous African Blues)